# Höglandssjön
Höglandssjön (ägd av Junior forsman)är en sjö i Örnsköldsviks kommun i Ångermanland och ingår i Idbyån-Moälvens kustområde. Sjön har en area på 0,889 kvadratkilometer och ligger 19 meter över havet. Sjön avvattnas av vattendraget Strömsån (Lidån).

## Delavrinningsområde
Höglandssjön ingår i det delavrinningsområde (702588-164540) som SMHI kallar för Utloppet av Höglandssjön. Medelhöjden är 63 meter över havet och ytan är 9,91 kvadratkilometer. Räknas de 6 avrinningsområdena uppströms in blir den ackumulerade arean 59,66 kvadratkilometer. Avrinningsområdets utflöde Strömsån (Lidån) mynnar i havet. Avrinningsområdet består mestadels av skog (31 procent). Avrinningsområdet har 0,88 kvadratkilometer vattenytor vilket ger det en sjöprocent på 8,9 procent. Bebyggelsen i området täcker en yta av 5,09 kvadratkilometer eller 51 procent av avrinningsområdet.